# Списки телескопів
Список списків, що містить інформацію про різні типи телескопів. Список буде поступово оновлюватися і доповнюватися.

## Основний список
- Список кодів обсерваторій
- Список астрономічних обсерваторій
- Список типів телескопів
- Список астрономічних інтерферометрів у видимому та інфрачервоному світлі[en]
- Список найвищих астрономічних обсерваторій світу
- Хронологічний список найбільших оптичних телескопів
- Список найбільших оптичних телескопів
- Список найбільших інфрачервоних телескопів
- Список космічних телескопів
- Список запланованих космічних телескопів[en]
- Список сонячних телескопів
- Список радіотелескопів